# Jessica Stroup
Jessica Stroup Hutchinson, née le 23 octobre 1986 à Anderson en Caroline du Sud aux (États-Unis), est une actrice américaine.
Au cinéma, elle se fait remarquer en apparaissant dans les films d'horreur La colline a des yeux 2 (2007) et Le Bal de l'horreur (2008). Elle est finalement révélée au grand public par le rôle d'Erin Silver dans la série 90210 Beverly Hills : Nouvelle Génération (2008-2013). Elle est ensuite à l’affiche de la série télévisée policière Following (2014-2015) et de la fantastique Iron Fist (2017-2018).

## Biographie

### Enfance et formation
Jessica Stroup est née à Anderson en Caroline du Sud. Elle a passé son enfance à Charlotte, en Caroline du Nord. Elle a un frère aîné, Dave Stroup. Sa mère, une ancienne Miss Caroline du Nord, l'encourage très tôt, à entamer une carrière dans le milieu du mannequinat, elle a 15 ans lorsqu'elle réalise ses premières séances photos.
Elle obtient, dans un premier temps son bac, à la Providence High School, en 2004. Puis, à ses 17 ans, elle se voit offrir une bourse scolaire pour l'université de Géorgie, mais elle la refuse préférant tenter sa chance dans le milieu du divertissement.
Elle déménage à Los Angeles et prend immédiatement des cours d'interprétation et reçoit, rapidement, des offres dans le mannequinat.

### Vie privée
Jessica Stroup a été en couple avec Dustin Milligan, son partenaire dans 90210 Beverly Hills : Nouvelle Génération, de juillet 2008 à août 2010.
Depuis l'été 2013, elle partage la vie de Neil Hutchinson, directeur d'entreprise dans l'informatique. Ils se marient le 17 septembre 2022 à El Hajeb.

## Carrière

### Débuts et révélation à la télévision

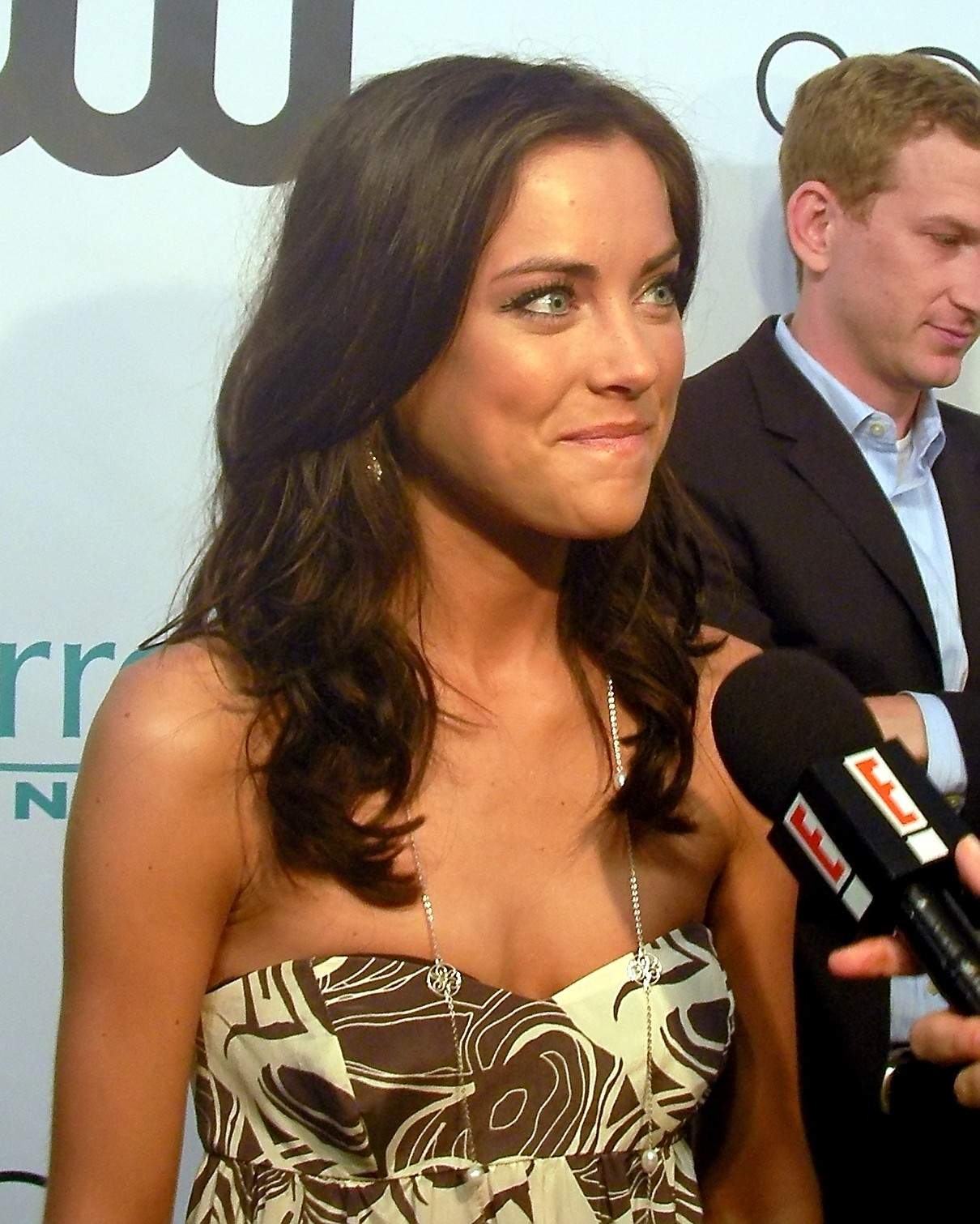
Jessica Stroup, lors de la soirée organisée par la chaîne The CW, pour la présentation de la série télévisée 90210 Beverly Hills : Nouvelle Génération, en 2008.

En 2005, elle décroche son premier contrat et fait une apparition dans la série populaire de Nickelodeon, Allie Singer. Après cela, elle décroche un rôle mineur dans le téléfilm du réseau CBS, Vampire Bats.
En 2006, elle obtient un rôle plus important, toujours pour la télévision grâce au téléfilm Southtern Comfort. Cette même année, elle est censée incarner l'héroïne du film d'horreur Souviens-toi... l'été dernier 3 mais doit abandonner le projet à cause d'un problème d'emploi du temps. Le rôle revient alors à Torrey DeVitto. Elle est alors à l'affiche de petites productions indépendantes. Elle signe pour le thriller horrifique Pray for Morning, dont elle partage l'affiche avec Jackson Rathbone, incarne ensuite un second rôle dans le film de Série B, Left in Darkness, sorti directement en vidéo, avant de partager un baiser lesbien avec Heather Graham, pour une intervention dans le thriller dramatique Broken. Après des brèves apparitions dans les shows télévisés Zoé et Girlfriends, elle apparaît dans le teen movie, L'École des dragueurs.

En 2007, elle multiplie les apparitions sur le petit écran. Elle joue dans un épisode du show médical à succès, Grey's Anatomy, elle réitère l'expérience pour la série dramatique October Road, elle intervient sur un arc narratif de quatre épisodes dans la série fantastique Le Diable et moi avant de s'illustrer dans un court métrage, Structure H Telepathic. Fort du succès surprise que fut La colline a des yeux, sorti en 2006, Jessica signe pour être l'une des têtes d'affiche de la suite, La colline a des yeux 2, avec notamment Daniella Alonso. Là encore, le film est largement rentabilisé, grâce à son faible budget et ses près de 40 millions de dollars de recettes engrangées. Elle est aussi un second rôle, pour la comédie dramatique This Christmas avec Idris Elba, Chris Brown, Regina King ou encore Loretta Devine, succès critique et public surprise de cette fin d'année,. 

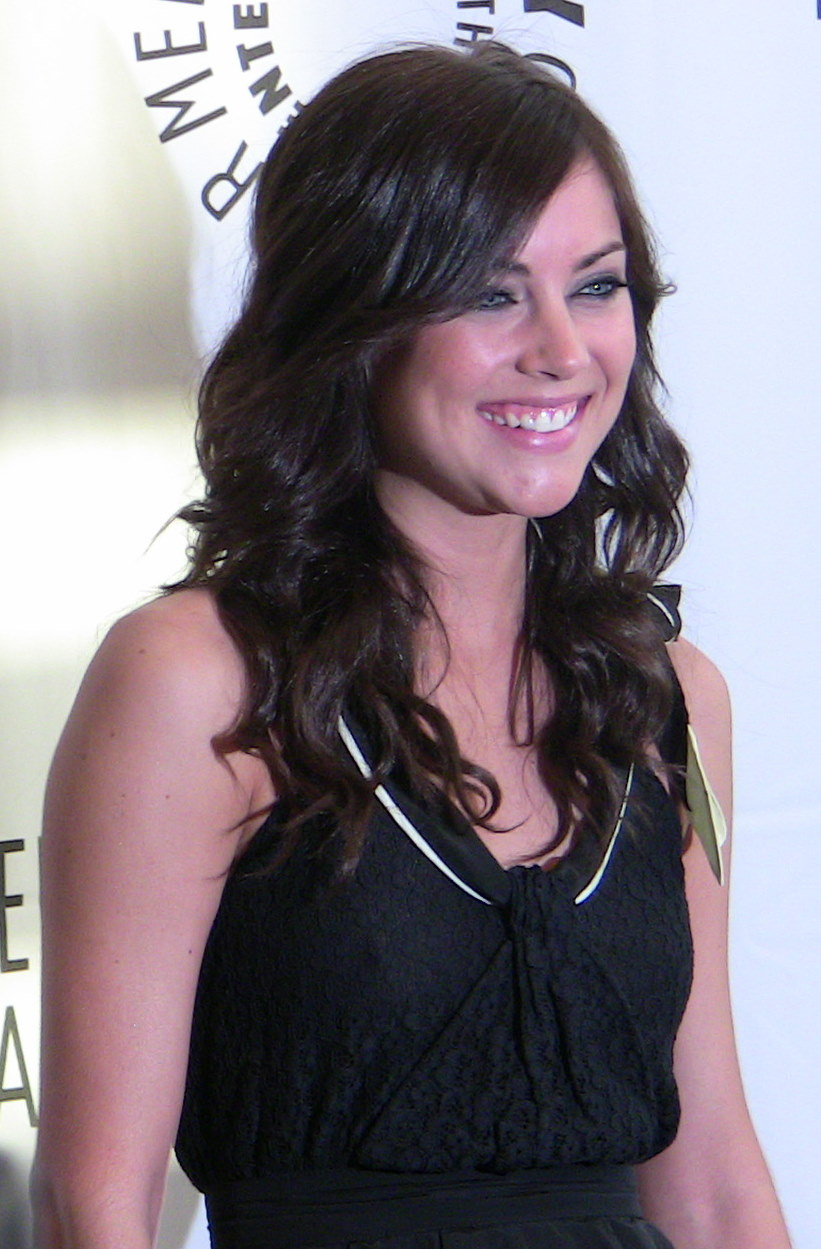
Jessica Stroup, pour une soirée en l'honneur de la série 90210 : Nouvelle Génération, en 2009.

En 2008, elle apparaît dans le pilote de la série True Blood et incarne l'une des premières victimes. Elle auditionne pour le film d'horreur Avril sanglant mais décroche un second rôle pour une autre production, Le Bal de l'horreur avec Brittany Snow, remake du film du même nom sorti en 1980. Le film accède directement à la première place du box office, lors de sa sortie, il génère près de 60 millions de dollars de recettes en fin d'exploitation, en faisant un succès public, mais a contrario, il est démoli par la critique, qualifié d'un "slasher movie prévisible qui peine à devenir mémorable",.
C'est cette année qu'elle rejoint la distribution de 90210 Beverly Hills : Nouvelle Génération, une série dérivée de la série culte Beverly Hills 90210. Elle auditionne initialement pour le rôle d'Annie (finalement attribué à Shenae Grimes-Beech) mais se tourne vers le personnage d'Erin Silver, la petite sœur de David Silver et Kelly Taylor, des personnages popularisés par leurs interprètes respectifs Brian Austin Green et Jennie Garth. C'est une rebelle qui produit et met sur YouTube des séries de vidéo, qui se révèle bipolaire. Sa prestation lui permet d'être nommée dans la catégorie "Meilleure interprétation féminine dans une série dramatique", lors des Prism Awards de 2012.
En 2009, elle rejoint la distribution prestigieuse du thriller Informers avec entre autres, Kim Basinger, Mickey Rourke et Winona Ryder et retourne au film d'horreur en étant l'une des têtes d'affiche d'Homecoming (en) avec Mischa Barton et Matt Long. Le premier ne rencontre pas le succès escompté,, tandis que le second sort dans un nombre restreint de salles avant d'être rapidement commercialisé en DVD.

### Alternance cinéma et télévision

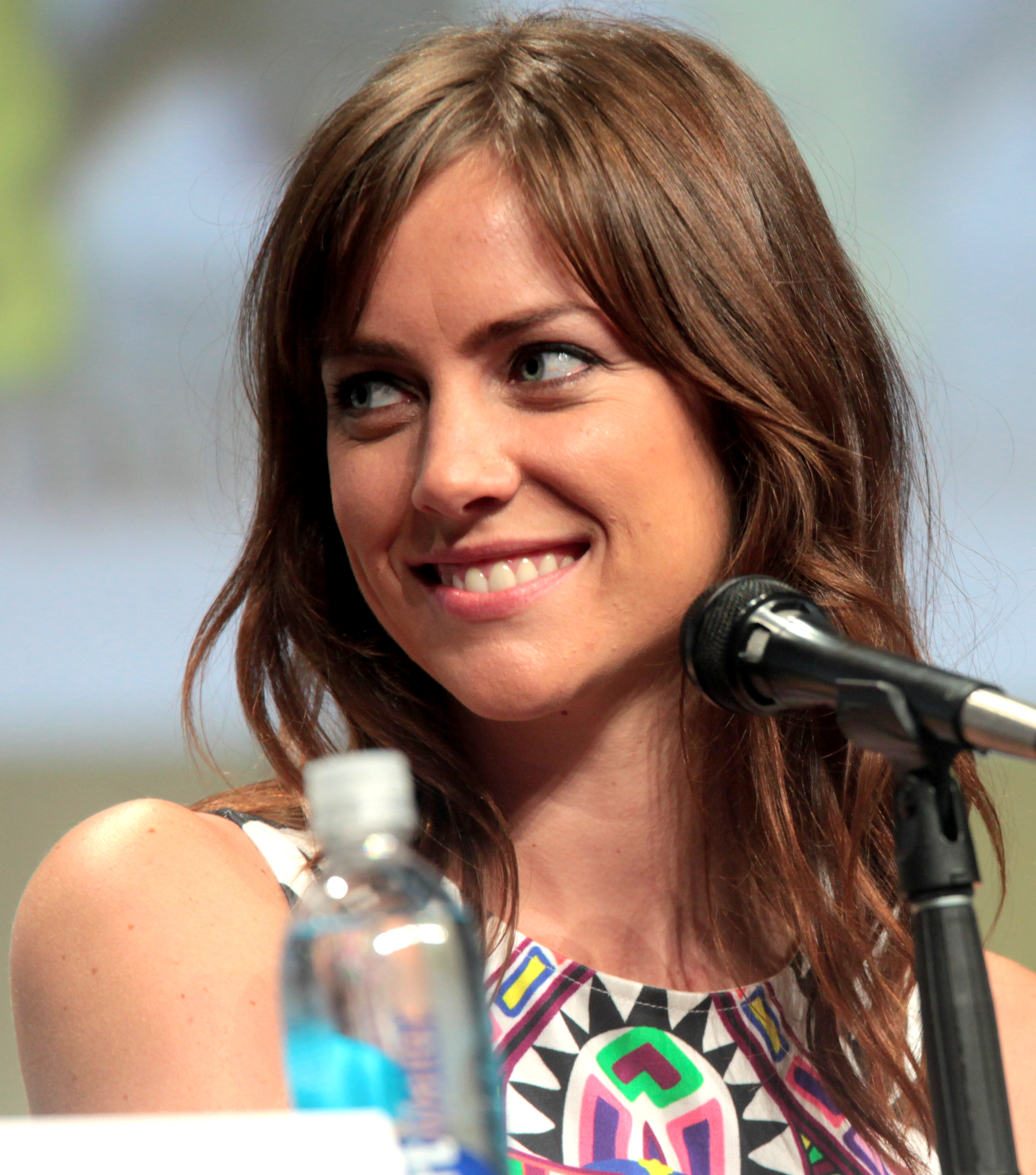
Jessica Stroup, lors du Comic-Con de San Diego, en 2014, pour la série télévisée Following.

À partir de 2011 et ce, jusqu'en 2013, elle prête sa voix, à trois reprises, pour l'un des personnages de la série télévisée d'animation Les Griffin.
En 2012, elle incarne l'une des amies de Mila Kunis dans la comédie potache Ted, qui rencontre un énorme succès commercial au box office, générant près de 550 millions de dollars de recettes et séduit également la critique, d'habitude hermétique à ce genre. Elle apparaît également dans le clip vidéo du titre Go Ego du groupe Eight and a Half.
Après l'arrêt de 90210 Beverly Hills : Nouvelle Génération, elle rejoint la distribution régulière de la série The Following dans le rôle de Max Hardy, la nièce de Kevin Bacon, une policière de New York qui se reconnecte avec son oncle et en devient son alliée, durant les deux dernières saisons du show. En 2015, elle retrouve le cinéma plus indépendant, pour le film fantastique Fallen.
En 2016, elle décroche une participation au film d'action Jack Reacher: Never Go Back avec Tom Cruise et Cobie Smulders, qui fait suite à Jack Reacher, sorti en 2012, et s'illustre à nouveau dans le court métrage, pour Youth et Freedom H.U.D..
À partir de 2017, elle fait partie de la distribution principale de la série télévisée centrée sur le personnage d'Iron Fist, l'une des séries de l'univers cinématographique Marvel diffusée sur Netflix. Elle incarne Joy Meachum, la fille d'Harold et l'amie d'enfance de Danny Rand, dont le travail s'avère être une menace pour le héros principal,. La série est finalement arrêtée en 2018, étant la première série de l'univers Marvel sur Netflix à être annulée, à l'issue d'une seconde saison globalement mieux accueillie par la critique.

## Filmographie

### Cinéma

#### Longs métrages
- 2006 : Pray for Morning de Cartney Wearn : Ashley
- 2006 : Left in Darkness de Steven R. Monroe : Justine
- 2006 : Broken d'Alan White : Sara
- 2006 : L'École des dragueurs (School for Scoundrels) de Todd Phillips : la femme d'Eli
- 2007 : La Colline a des Yeux 2 (The Hill Have Eyes 2) de Martin Weisz : Amber
- 2007 : This Christmas de Preston A. Whitmore II : Sandi
- 2008 : Le Bal de l'horreur (Prom Night) de Nelson McCormick : Claire
- 2009 : The Informers de Gregor Jordan : Rachel
- 2009 : Homecoming (en) de Morgan J. Freeman : Elizabeth Mitchum
- 2012 : Ted de Seth MacFarlane : Tracy
- 2016 : Jack Reacher : Never Go Back d'Edward Zwick : Lieutenant Sullivan

#### Courts métrages
- 2007 : Structure H Telepathic de Sebastian Vignieri : Allie
- 2016 : Youth de Brett Marty : Alice
- 2017 : Freedom H.U.D de Nick Delgado : Jade

### Télévision

#### Séries télévisées
- 2005 : Allie Singer : Fredericka
- 2006 : Zoé (Zoey 101) : Une femme
- 2006 : Girlfriends : Riley
- 2007 : October Road : Taylor
- 2007 : Grey's Anatomy : Jillian Miller
- 2007 - 2008 : Le Diable et moi (Reaper) : Cady Hanson (4 épisodes)
- 2008 : True Blood : Une fille de la sororité / Kelly (2 épisodes)
- 2008 - 2013 : 90210 Beverly Hills : Nouvelle Génération (90210) : Erin Silver  (114 épisodes)
- 2011 : Marcy : Jessica
- 2011 - 2013 : Les Griffin (Family Guy) : Denise (voix, 3 épisodes)
- 2014 - 2015 : Following (The Following) : Max Hardy (30 épisodes)
- 2017 : You're the Worst : Faye jeune (2 épisodes)
- 2017 - 2018 : Iron Fist : Joy Meachum (23 épisodes)

#### Téléfilms
- 2005 : Vampire Bats d'Eric Bross : Eden
- 2006 : Southern Comfort de Greg Yaitanes : Lindy
- 2019 : Heart of Life d'Anne Fletcher : Alexandra Reid

### Clip vidéo
- 2012 : Go Ego de Eight and a Half[15]

### Comme productrice
- 2018 : Swimmer's Ear : A Journey to the Deaflympics (documentaire sportif)

## Distinctions
Sauf indication contraire ou complémentaire, les informations mentionnées dans cette section proviennent de la base de données IMDb.

### Nominations
- Prism Award 2012 : Meilleure interprétation féminine dans une série dramatique pour 90210.